# Ksar Zenaga

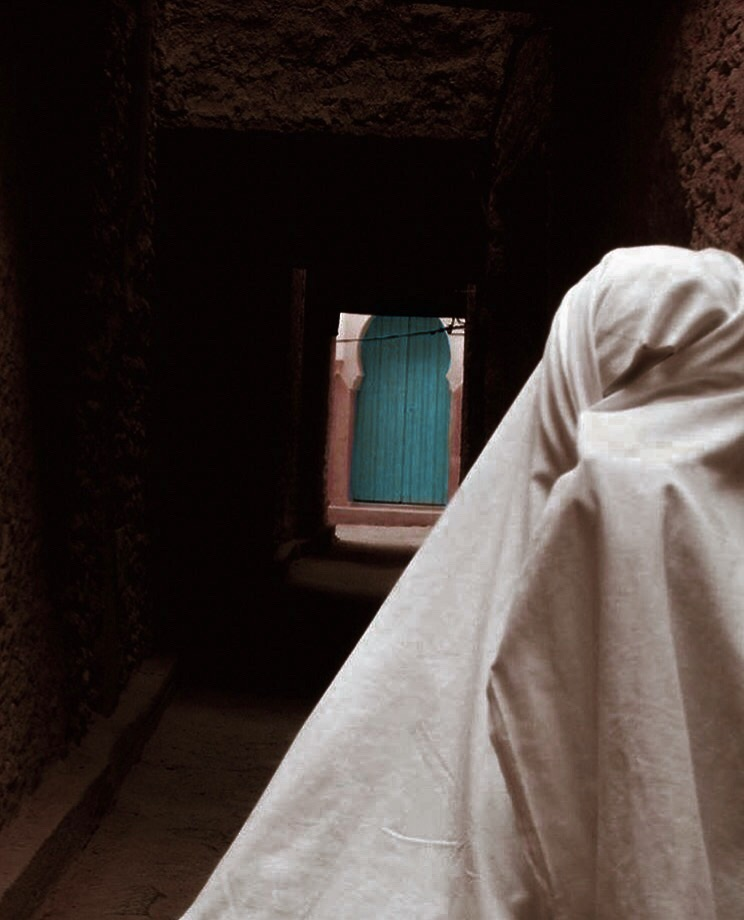
Une femme dans les ruelles de Ksar Zenaga.

Ksar Zenaga (en arabe : قصر زناڭة ) ⴰⵖⵔⵎ ⵏ ⵉⵥⵏⴰⵢⵏ en tamazight est un village fortifié dans la province de Figuig, région de l'Oriental à l'est du Maroc. Il s'agit du plus grand des sept ksour (fortifications) de la commune de Figuig.

## Géographie
Ksar Zenaga est le plus grands des sept villages fortifiés (ksour) de la ville de Figuig. Il se situe au sud de la commune.

## Histoire
Durant sa conquête de l'Algérie, la France conquiert la ville marocaine de Figuig en 1903. Ksar Zenaga, se bat fortement contre le colonisateur, est attaqué par l'armée française qui bombarde lourdement son fort à l'artillerie jusqu'à la capitulation du village.